# Kerstin Westphal

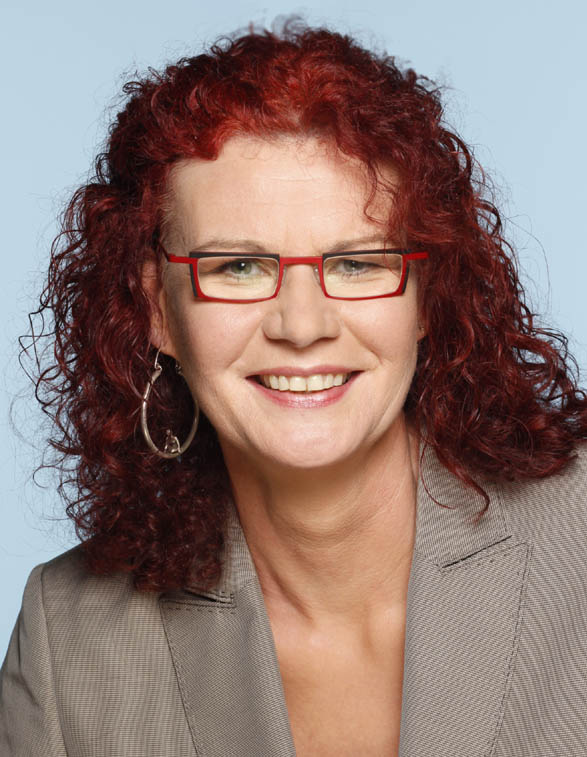
Kerstin Westphal

Kerstin Westphal (* 11. September 1962 in Hamburg) ist eine deutsche Politikerin der SPD und war von 2009 bis 2019 Abgeordnete im Europaparlament.

## Leben
Nach ihrer Schulzeit begann Westphal eine Ausbildung als Erzieherin. Von 1991 bis 2005 arbeitete sie als Erzieherin in Eisingen bei Würzburg. Von 2005 bis 2009 war sie als Erzieherin im Haus Marienthal in Schweinfurt tätig.
Westphal ist verheiratet und hat zwei Kinder.

## Partei
Westphal ist seit 1980 Mitglied der Sozialdemokratischen Partei Deutschlands. Von 1996 bis 2008 war sie für die SPD Stadträtin in Schweinfurt und von 2007 bis 2015 Mitglied im Vorstand der bayerischen SPD. Seit 2009 sitzt sie für die SPD als Abgeordnete der Fraktion der Progressiven Allianz der Sozialdemokraten im Europäischen Parlament im Europaparlament. Seit 2011 ist Westphal Mitglied des Präsidiums der SPD Bayern.

## EU-Parlamentarierin
Westphal war Mitglied im Ausschuss für regionale Entwicklung und in der Delegation für die Beziehungen zur Schweiz und zu Norwegen sowie im Gemischten Parlamentarischen Ausschuss EU-Island und im Gemischten Parlamentarischen Ausschuss Europäischer Wirtschaftsraum. Als Stellvertreterin war sie im Ausschuss für Binnenmarkt und Verbraucherschutz, . Im Rahmen ihrer Ausschussarbeit setzte sie sich für eine unbürokratische EU-Förderpolitik und für größtmöglichen Schutz von Verbrauchern ein. Als EU-Parlamentarierin hat sie u. a. folgende Ausschuss-Berichte verfasst: „Bausteine für eine Kohäsionspolitik nach 2020“, „Die städtische Dimension der EU-Politikfelder“, „Demografischer Wandel und seine Folgen für die Kohäsionspolitik“. 2019 wurde sie nicht wiedergewählt.